# Narodni park Los Glaciares
Narodni park Los Glaciares (špansko Parque Nacional Los Glaciares) je zavarovano območje v Argentini, v provinci Santa Cruz.
Park pokriva površino 726.927 ha (7.269,27 km²) in je največji narodni park v državi. Ustanovljen je bil 11. maja 1937, v njem je reprezentativni vzorec magellanovega subpolarnega gozda in zahodne patagonske stepske biotske raznovrstnosti v dobrem stanju ohranjenosti. Leta 1981 ga je Unesco razglasil za območje svetovne dediščine.
Ime parka se nanaša na ogromen ledeni pokrov v Andih, največji zunaj Antarktike, Grenlandije in Islandije, ki ga hrani 47 velikih ledenikov, od katerih jih 13 odteka v Atlantski ocean. V drugih delih sveta se ledeniki pričnejo na višini vsaj 2500 m nad srednjo gladino morja, a se zaradi velikosti ledenega pokrova ti ledeniki začnejo že pri 1500 m in drsijo do 200 m nadmorske višine. Los Glaciares meji na jugu meji na narodni park Torres del Paine v Čilu.

## Geografija
Njegove meje proti zahodu ves čas sledijo čilsko-argentinski mednarodni ločnici med vzporednikoma 49 ° 15 'in 50 ° 50' južno (od Cerro Chaltén do gore Stokes), za katero so bile spremenjene glede na razmejitev, ki izhaja iz Sporazuma o določitvi poti meje (Acuerdo para precisar el recorrido del límite desde el Monte Fitz Roy hasta el Cerro Daudet de 1998) od gore Fitz Roy do Cerro Daudet leta 1998, podpisan 16. decembra 1998, neoznačena v sektorju kordona Mariano Moreno, kjer je vsaka država določila drugačno mejo. Pokriva del južnopatagonskega ledenega polja in vse ledenike, ki se spuščajo z njega na vzhodno stran.
Na tej mednarodni meji je najzahodnejša točka celotne države. To je lahko točka, ki se nahaja zahodno od Cerro Agassiz Norte (ali Cerro Bertrand) (49 ° 33′S 73 ° 34′W) ali kraj, ki se nahaja jugozahodno od kordona Mariano Moreno in ima zemljepisno dolžino 73º 38' 00" W in je med vzporednikoma 49º 10' 00" in 49º 47' 30" na območju, ki je še vedno sporno.
Nacionalni park meji na dve provincialni zavarovani območji, provincialni rezervat Lago del Desierto (ustanovljen z zakonom 2820 iz leta 2005) in provincialni park in provincialni rezervat polotoka Magallanes (ustanovljen z zakonom 2316 iz leta 1993).
Los Glaciares, ki je 30 % pokrit z ledom, lahko razdelimo na dva dela, od katerih vsak ustreza enemu od dveh podolgovatih velikih jezer, ki jih deloma zasipa. Argentinsko jezero, 1466 km² in največje v Argentini je na jugu, medtem ko je jezero Viedma, 1100 km² na severu. Obe jezeri odtekata v reko Santa Cruz, ki teče do spodnjega dela Puerto Santa Cruz ob Atlantiku. Med obema polovicama je ne-turistično območje brez jezer z imenom Zona Centro.
Severna polovica je sestavljena iz dela jezera Viedma, ledenika Viedma in nekaj manjših ledenikov ter številnih gora, ki so zelo priljubljene med ljubitelji plezanja in trekinga, vključno z Fitz Royjem in Cerro Torre.
Južni del ima poleg številnih manjših tudi večje ledenike, ki segajo v Argentinsko jezero : ledenik Perito Moreno, ledenik Upsala in ledenik Spegazzini. Tipični izletniški čolni vozijo med ledenimi gorami za obisk Bahía Onelli in sicer nedostopna ledenika Spegazzini in Upsala. Perito Moreno je dosegljiv tudi po kopnem.

### Podnebje
Park ima hladno in vlažno zmerno podnebje . Srednje temperature segajo od 0,6 ° C pozimi do 13,4 ° C poleti, čeprav je na višjih nadmorskih višinah povprečna letna temperatura lahko približno -3 ° C. Park prejme povprečno letno količino padavin 500 mm na zahodu in 900 mm na vzhodu, ki se enakomerno porazdelijo skozi celo leto. Sneženje je običajno v hladnejših mesecih.

## Administracija in območja
Zavarovano območje je razdeljeno na štiri enote z različno stopnjo zaščite:
- Parque nacional los Glaciares: je največje območje in vključuje celoten sektor mednarodne meje, ledenike in zahodni del Argentinskega jezera. Zaradi svojih bioloških značilnosti je moral užival veliko strožjo stopnjo zaščite. Z odlokom št. 2149/1990 z dne 10. oktobra 1990[5] je bil celoten sektor narodnega parka določen kot strog naravni rezervat, vendar z odlokom št. 453/1994 23. marca 1994 ta zmanjšana na 3, preostali del narodnega parka pa razglašen za divji naravni rezervat.[6]
- Reserva nacional Los Glaciares, Zona Viedma: vključuje zahodni konec jezera Viedma in sektor severno od njega.
- Reserva nacional Los Glaciares, Zona Centro: vključuje osrednje območje med jezeroma Viedma in Argentino, vzhodno od narodnega parka. En sektor je divji naravni rezervat.
- Reserva nacional Los Glaciares, Zona Roca: vključuje skrajni jugovzhod.

Strogi naravni rezervati so naslednji:
- Reserva natural estricta Valle del Mascarello
- Reserva natural estricta Cordón Federico Reichter
- Reserva natural estricta Valle del Río Camiseta

S sklepom št. 126/2011 Uprave narodnih parkov z dne 19. maja 2011 je bilo določeno, da je treba narodni park za upravne namene uvrstiti v kategorijo zavarovanih območij kompleksnosti I (áreas protegidas de complejidad I), za katero je imenovan župan, od katerega je odvisno 6 oddelkov (uprava, dela in vzdrževanje, nadzorniki narodnega parka, ohranjanje in okoljska vzgoja, javna raba, človeški viri in usposabljanje) in 2 oddelka (pisarna in vstopnice, rezultati in obvestila ter pravne zadeve). Intendant ima sedež v mestu El Calafate. V El Chalténu je informacijski center Centro de Informes Guardaparque Ceferino Fonzo.

## Rastlinstvo in živalstvo
Goram in ledenikom je dodana privlačnost subantarktičnih gozdov (Magellanova subantarktična fitogeografska regija), v katerih prevladujejo bukovci – lenga (Nothofagus pumilio), (Nothofagus betuloides) in številni grmi, kot so ognjeni grm – notro (Embothrium coccineum) ali Darwinov češmin – kalafate (Berberis darwinii), ki ponujajo razkošno in barvito cvetje.
V gozdu je prisoten čilski viličasti jelen, imenovan huemul (Hippocamelus bisulcus), ki se pozimi spušča iz visokih prerij v iskanju zavetja in hrane, puma, in na stepskih predelih gvanako; obstajajo tudi krave vacas cimarronas, ki so prispele konec 19. stoletja.
Med avifavno si zaslužijo izpostaviti magellanova žolna (Campephilus magellanicus), južna papiga (Enicognathus ferrugineus), kolibri ( Sephanoides sephaniodes), Darwinov nandu in Andski kondor.
V vodnem okolju najdemo veliko raznolikost ptic, vključno s črnovratim labodom (Cygnus melancoryphus) in racami kot sta belolična trdorepka ( Oxyura jamaicensis) in hudourniška raca (Merganetta armata).
Na vzhodu se vznožje Andov zabriše v Patagonsko planoto in gozd se umakne stepi. Tu živijo gvanaki, južnoameriška siva lisica in patagonski skunk (Conepatus humboldtii) in padagonska mara (Dolichotis patagonum). Med pticami izstopata koridor tega območja in nandu.
Glavni primerki rastlinstva so drevesa iz rodu Nothofagus, poleg tega je predstavnik iglavcev cipresa Pilgerodendron uviferum. Prisotnost grmovja z okusnimi sadeži je pomembna; vzhodni sektor parka ustreza stepi, v kateri prevladujejo grmovnice, kot so češmin (Berberis microphylla), neneo (Mulinum spinosum), jareta (Azorella compacta), senecio, paramela in različne trave.

## Problemi
Narodni park Los Glaciares se sooča s številnimi vprašanji v zvezi s turizmom, prekomerno pašo, gozdnimi požari in drugim. Obstajajo območja parka, kjer je prekomerna paša precejšen problem in vsebuje veliko tujih / invazivnih in divjih vrst, kot so govedo, evropski zajci in nekatere vrste postrvi. Gozdni požari so močno vplivali na območje in degradirali in uničili njegove dele.

## Zanimivosti
Los Glaciares je glavna turistična atrakcija. Izhodišča izletov so vas El Calafate ob obali Argentinskega jezera, vendar zunaj parka, kjer ima uprava parka svoj sedež in vasica El Chaltén v severnem delu parka, ob vznožju Fitz Roya. Druge turistične točke v parku so še jezero del Desierto in jezero Roca.
Obstajajo različne možnosti za ogled območja, nekatere so opisane spodaj:
- Do ledenika Moreno: do njega se pride po cesti Brazo Rico, ki omogoča dostop do razglednih točk in pešpoti, ki omogočajo občudovanje spektakla ledenika.
- Pot do baznega tabora Río Blanco: začne se pri odseku Ranger Lake Viedma. Prečkajte reko Fitz Roy in gre skozi gozdove lenga.
- Iz baznega tabora Cerro Chaltén se lahko pride do Lagune de Los Tres. Pot traja štiri ure.
- Cerro Chaltén, visok 3375 metrov, zelo težko plezljiv, vsako leto izberejo planinci z vsega sveta za odprave na visoki strokovni ravni. Nacionalni parki so tisti, ki dovolijo to dejavnost.
- Pot do lagune in baznega tabora Cerro Torre: del odseka jezera Viedma. Gre se po poti, ki meji na reko Fitz Roy, dokler se ne pride do lagune Torre. Na poti se gre skozi lenga gozd. Približna razdalja je 15 km in zahteva šest ur povratnega potovanja.

- Ledena gora v Argentinskem jezeru
- Ledena gora v Argentinskem jezeru blizu ledenika Upsala
- Cerro Torre (levo) in Fitz Roy
- Podiranje dela 100 m stene ledenika Spegazzini
- Satelitski pogled na del parka